# Adarnassé Ier d'Abkhazie
Pour les articles homonymes, voir Adarnassé Ier.
Adarnassé Ier d'Abkhazie ou Adarnassé Schavliani est un roi d’Abkhazie ayant régné de 873 à 882.

## Biographie
Adarnassé Schavliani est le fils et successeur de l’usurpateur Ioané Schavliani et, en tant que tel, il n’est pas mentionné dans le Divan des rois d'Abkhazie. Les historiens s’accordent à considérer que la durée totale des règnes des deux rois n’appartenant pas à la dynastie des Antchabadzé est d’une dizaine d’années.
Immédiatement après son accession au trône, Ardarnassé Schavliani épouse une fille du Bagratide Gouaram V, prince de Djavakhéti.  
L’héritier légitime, le prince  Bagrat, fils cadet de Démétrius II d'Abkhazie qui s’était réfugié à Constantinople, revient avec l’appui d’une armée grecque. Adarnassé Schavliani est vaincu et tué par Bagrat Ier d'Abkhazie qui épouse ensuite sa veuve. 